# Jane Powell
Jane Powell, nome artístico de Suzanne Lorraine Burce (Portland, 1º de abril de 1929 – Wilton, 16 de setembro de 2021), foi uma atriz, dançarina e cantora estadunidense. Durante seus quase 60 anos de carreira, estrelou mais de 22 filmes pela Metro-Goldwyn-Mayer, 11 séries de televisão e participou de inúmeros programas de rádio e musicais teatrais.

## Biografia

### 1929 — 1943: Primeiros anos e início da carreira
Filha única de Paul E. Burce e Eileen Baker Burce, nasceu em Portland, Oregon. Desde cedo, Powell começou a ter aulas de dança aos dois anos de idade, e aos cinco, já se apresentava no programa de rádio Stars of Tomorrow. Burce Scotty Weston, caçador de talentos e instrutor de dança, convenceu a família a se mudar para Oakland, para que Powell pudesse continuar seus estudos de dança, na esperança de que fosse descoberta.
Aos 12 anos, Powell foi selecionada como Victory Girl, viajando por todo o estado de Oregon durante dois anos. Foi nesse período que conheceu Lana Turner. Durante essa fase, Powell teve dois programas de rádio semanais: no primeiro, cantava acompanhada de um órgão, e no segundo, com uma orquestra e outros artistas.
Em 1943, seus pais a levaram para passar férias em Hollywood. Lá, ela apareceu no programa de rádio de Janet Gaynor, Hollywood Showcase: Stars Over Hollywood, um concurso de talentos no qual Powell venceu a competição. Logo após, fez um teste com Louis B. Mayer, da MGM, e assinou um contrato de sete anos com o estúdio. Dois meses depois, Powell foi emprestada à United Artists para seu primeiro filme, Song of the Open Road (1944).

### 1944 — 1958: Estrelato na Metro-Goldwyn-Mayer

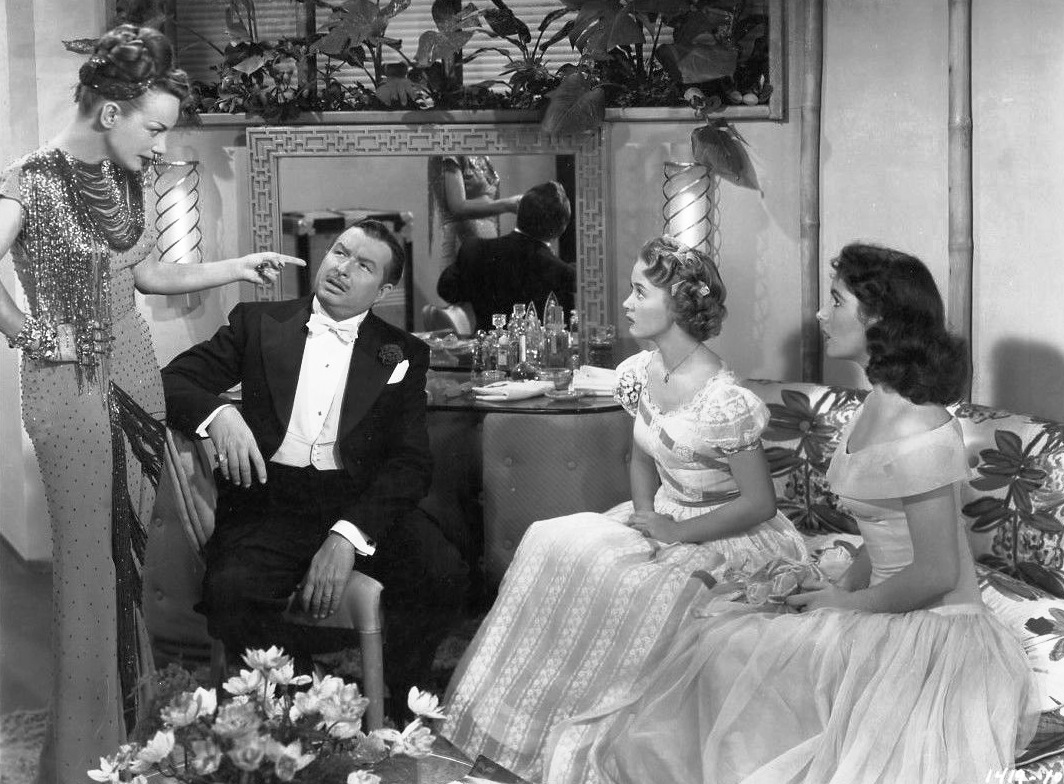
Powell com Carmen Miranda, Xavier Cugat e Elizabeth Taylor em uma cena do filme A Date with Judy (1948).

Durante seus primeiros anos na Metro-Goldwyn-Mayer, Powell fez seis filmes, além de aparecer em programas de rádio e produções teatrais, incluindo The Student Prince. Seu segundo filme, Delightfully Dangerous (1945), foi considerado por ela o "pior filme" que já fez. Nas gravações de Holiday in Mexico (1946), Powell conheceu seu futuro amigo Roddy McDowall. Esse longa-metragem foi seu primeiro filme em cores, já que seus dois primeiros haviam sido em preto e branco.
Ao longo do final dos anos 1940 e início dos anos 1950, Jane Powell estrelou diversas comédias musicais, como Three Daring Daughters (1948), A Date with Judy (1948) e Nancy Goes to Rio (1950). Ao lado de Fred Astaire, protagonizou Royal Wedding (1951), sendo trazida para substituir June Allyson, que havia se afastado das gravações devido à gravidez, e, em seguida, Judy Garland, que abandonou o projeto por problemas de saúde.
Seu trabalho mais conhecido no cinema é, provavelmente, Seven Brides for Seven Brothers (1954), filme que lhe deu a oportunidade de interpretar uma personagem mais madura, diferente de seus papéis anteriores.
Outros filmes que Powell fez para o estúdio MGM incluem: Rich, Young and Pretty (1951), Small Town Girl (1953), Three Sailors and a Girl (1953), Athena (1954), Deep in My Heart (1954), Hit the Deck (1955) e The Girl Most Likely (1958).
Em 1956, Powell cantou a música "I'll Never Stop Loving You" durante a 28ª edição do Oscar.

### 1957 — 2002: Últimos trabalhos

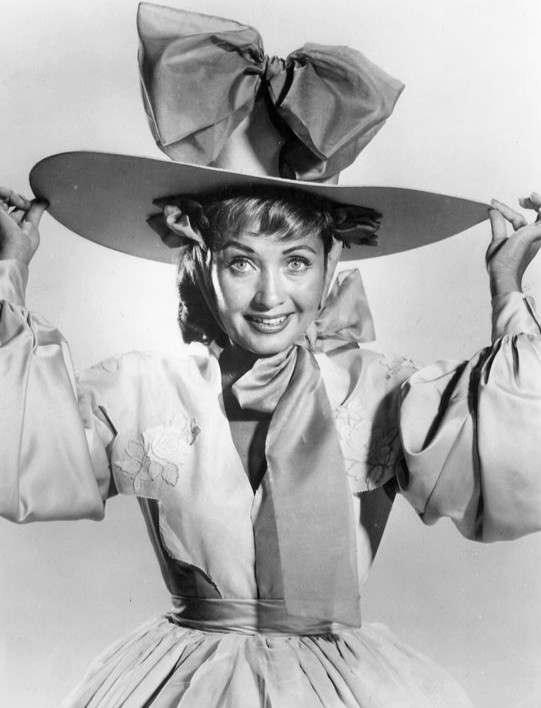
Jane Powell aos 32 anos em foto publicitaria de 1961.

Com o fim de seu contrato com a MGM, Powell, assim como a maioria dos artistas de sua época, dedicou-se a um novo veículo de comunicação que rapidamente se expandia pelos Estados Unidos: a televisão.
Durante o final da década de 1950 e o início dos anos 1960, ela apareceu em diversos programas de variedades muito populares da época, como The Perry Como Show, The Andy Williams Show, The Kraft Music Hall, Frank Sinatra, The Ed Sullivan Show, The Hollywood Palace, The Red Skelton Show, Eddie Fisher, The Dinah Shore Show, The Dean Martin Show, The Garry Moore Show, The Jerry Lewis Show e The Judy Garland Show.
Entre os outros inúmeros especiais para a televisão em que participou, destacam-se Meet Me in St. Louis, Young at Heart, Feathertop, The Danny Thomas Show (1967), The Victor Borge Show, Ruggles of Red Gap, The Dick Powell Show e The June Allyson Show.
Na década de 1970, Powell estrelou três telefilmes: Wheeler and Murdoch, The Letters e Mayday at 40,000 Feet!, além de uma participação especial em Murder, She Wrote.
Em 1985, Powell participou de uma soap opera chamada Loving, interpretando uma mulher de negócios. No final da década de 1980 e início dos anos 1990, teve também um papel regular na série Growing Pains, interpretando a mãe de Alan Thicke.
Sua última aparição na TV foi em um episódio especial da série Law & Order, em 2002.

## Vida pessoal e morte
Powell viveu em Manhattan e em Wilton, Connecticut. Casou-se quatro vezes e teve dois filhos do primeiro casamento e um do segundo. Seu último casamento foi com o ex-ator mirim Dickie Moore, falecido em 2015.
Powell morreu em 16 de setembro de 2021, aos 92 anos, em Wilton.

## Filmografia

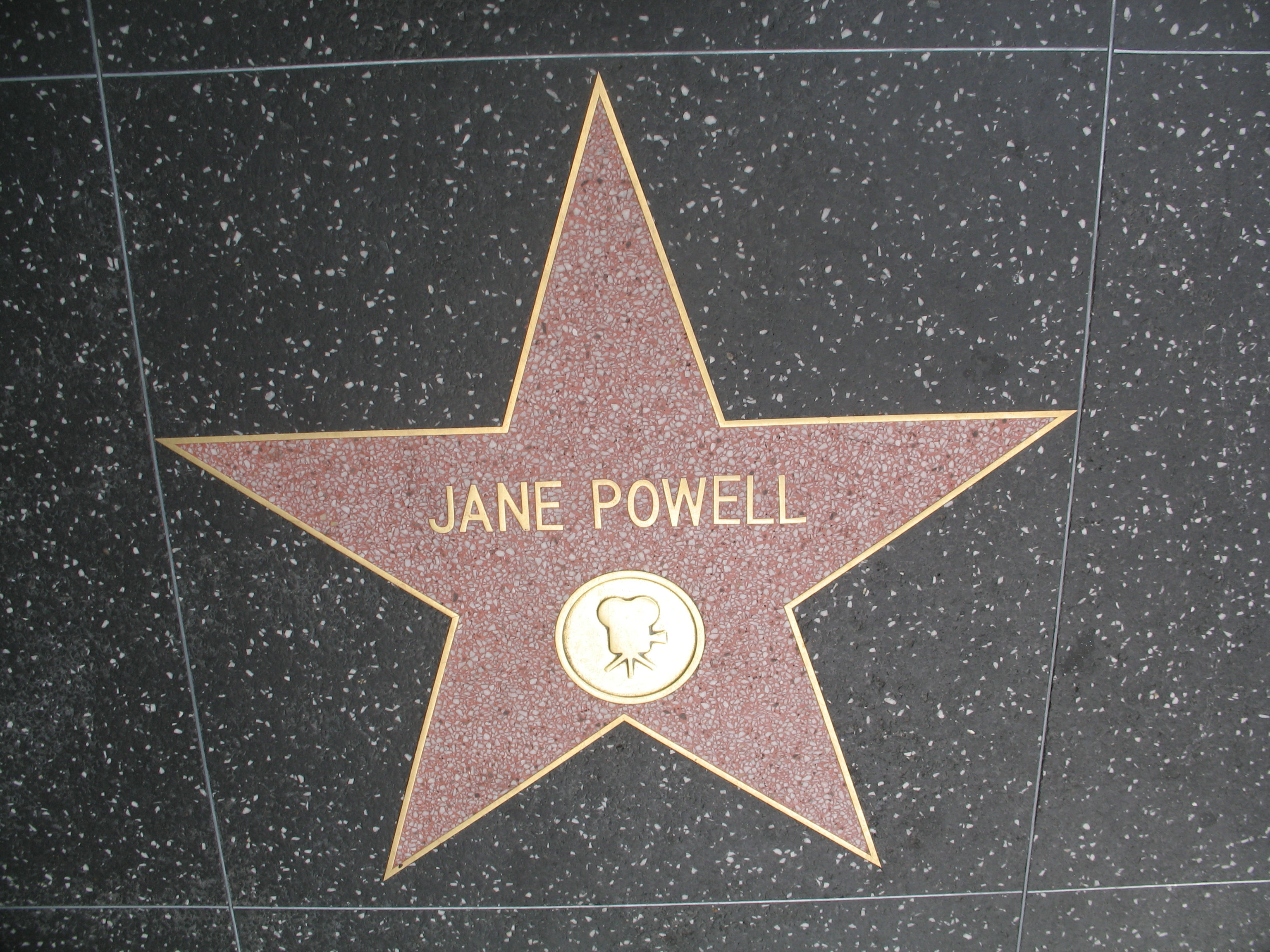
A estrela de Jane Powell na Calçada da Fama de Hollywood.

| Ano  | Título                                                  | Papel                        | Diretor           | Nota(s)                   | Ref.   |
| ---- | ------------------------------------------------------- | ---------------------------- | ----------------- | ------------------------- | ------ |
| 1944 | Song of the Open Road                                   | Jane Powell                  | S. Sylvan Simon   |                           |        |
| 1945 | Delightfully Dangerous                                  | Sherry Williams              | Arthur Lubin      |                           |        |
| 1946 | Holiday in Mexico                                       | Christine Evans              | George Sidney     |                           | [ 8 ]  |
| 1948 | Three Daring Daughters                                  | Tess Morgan                  | Fred M. Wilcox    |                           |        |
| 1948 | A Date with Judy                                        | Judy Foster                  | Richard Thorpe    |                           | [ 9 ]  |
| 1948 | Luxury Liner                                            | Polly Bradford               | Richard Whorf     |                           | [ 10 ] |
| 1949 | Screen Snapshots: Motion Picture Mothers, Inc           |                              |                   | Curta-metragem            |        |
| 1950 | Nancy Goes to Rio                                       | Nancy Barklay                | Robert Z. Leonard |                           | [ 11 ] |
| 1950 | Two Weeks with Love                                     | Patti Robinson               | Roy Rowland       |                           | [ 12 ] |
| 1951 | Royal Wedding                                           | Ellen Bowen                  | Stanley Donen     |                           | [ 13 ] |
| 1951 | Rich, Young and Pretty                                  | Elizabeth Rogers             | Norman Taurog     |                           | [ 14 ] |
| 1953 | Small Town Girl                                         | Cindy Kimbell                | László Kardos     |                           | [ 14 ] |
| 1953 | Three Sailors and a Girl                                | Penny Weston                 | Roy Del Ruth      |                           | [ 15 ] |
| 1954 | Seven Brides for Seven Brothers                         | Milly Pontipee               | Stanley Donen     |                           | [ 12 ] |
| 1954 | Athena                                                  | Athena Mulvain               | Richard Thorpe    |                           | [ 16 ] |
| 1954 | Deep in My Heart                                        | Ottilie van Zandt em Maytime | Stanley Donen     |                           | [ 17 ] |
| 1955 | Hit the Deck                                            | Susan Smith                  | Roy Rowland       |                           | [ 18 ] |
| 1958 | The Girl Most Likely                                    | Dodie                        | Mitchell Leisen   |                           | [ 19 ] |
| 1958 | The Female Animal                                       | Penny Windsor                | Harry Keller      |                           | [ 20 ] |
| 1958 | Enchanted Island                                        | Fayaway                      | Allan Dwan        | Título alternativo: Typee | [ 21 ] |
| 1975 | Tubby the Tuba                                          | Celeste                      | Alexander Schure  | Voz                       |        |
| 1999 | Picture This                                            |                              | Lisa Albright     |                           |        |
| 2003 | Broadway: The Golden Age, by the Legends Who Were There | Ela mesma                    | Rick McKay        | Documentário              |        |